# Hovs församling, Skara stift
Hovs församling var en församling i Kullings kontrakt i Skara stift. Församlingen ligger i Herrljunga kommun i Västra Götalands län. Församlingen ingick i Herrljunga pastorat. Församlingen uppgick 2021 i Herrljungabygdens församling.

## Administrativ historik
Församlingen har medeltida ursprung.
Församlingen var till 2010 annexförsamling i pastoratet Skölvene, Hov och Källunga som till 1989 även omfattade Norra Säms församling och från 1962 Eriksbergs, Mjäldrunga och Broddarps församlingar och från 1989 även Ods, Molla, Alboga och Öra församlingar. Församlingen införlivade 2010 Vesene, Grude och Molla församlingar och var därefter annexförsamling i pastoratet Herrljunga, Herrljunga landsbygdsförsamling, Östra Gäsene, Hudene och Hov. Församlingen uppgick 2021 i Herrljungabygdens församling.
Pastoratskod var 031408.

## Kyrkor
- Hovs kyrka
- Grude kyrka
- Vesene kyrka
- Molla kyrka